# Inoceramidae
Inoceramidae (лат.) (Иноцерамиды) — вымершее семейство двустворчатых (пластиножаберных) моллюсков. Ископаемые остатки встречаются в морских отложениях пермского-мелового периодов. Моллюски предпочитали верхнюю часть батиальной зоны и неритические экосистемы. Многие виды Inoceramidae найдены по всему миру, что демонстрирует широкое распространение предпочитаемых ими экосистем и, вероятно, долгий срок жизни планктонотрофных личинок. Несмотря на широкое распространение, эволюция семейства протекала удивительно быстро: смена видов происходила каждые 0,2-0,5 млн лет.

## Размеры

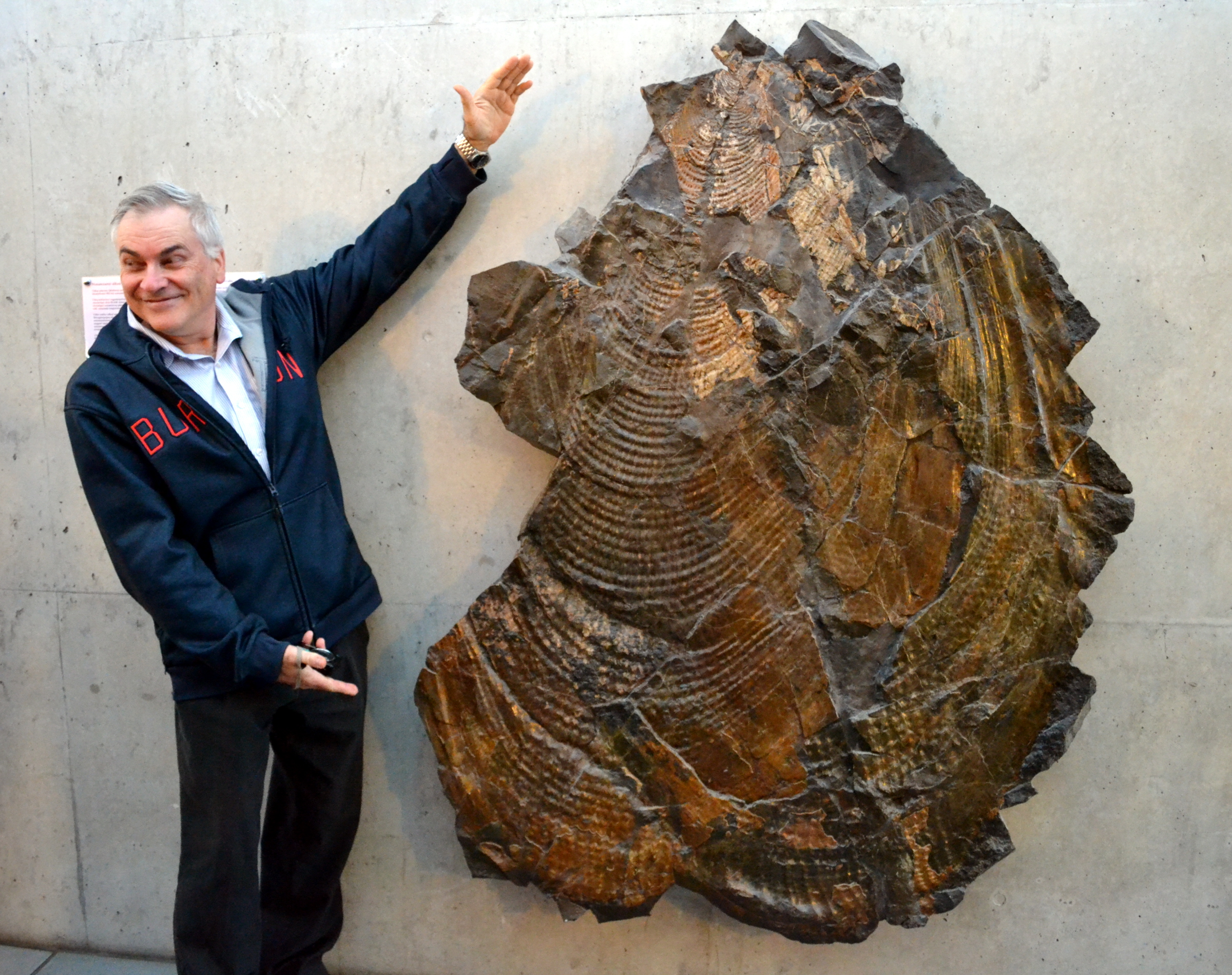
Гигантский образец Inoceramus steenstrupi диаметром 187 см из Гренландии

Различные виды Inoceramidae достигали мелких и крупных размеров раковин. Раковины родов Inoceramus и Cladoceramus превышали 1 м в длину. В 1952 году в Килакитсоке на полуострове Нууссуак, Гренландия, был найден огромный образец Inoceramus steenstrupi длиной 1,87 м. Возраст окаменелости — 83 миллиона лет, что соответствует верхнему сантонскому или нижнему кампанскому ярусу.

## Таксономия
Семейство Inoceramidae Giebel, 1852
- Род Actinoceramus Meek, 1864 (синоним = Birostrina De Luc & Sowerby, 1821)
- Род Anopaea Eichwald, 1861
- Род Arctomytiloides Polubotko, 1992
- Род Cataceramus Cox, 1969
- Род Cladoceramus Seitz, 1961
- Род Cremnoceramus Heinz, 1932
- Род Endocostea Whitfield, 1877
- Род Inoceramus Sowerby, 1814
  - Подрод Inoceramus (Cordiceramus) (Heinz, 1932)
  - Подрод Inoceramus (Inoceramus) Sowerby, 1814
  - Подрод Inoceramus (Sphenoceramus) (Böhm, 1915)
- Род Magadiceramus Heinz, 1932
- Род Mytiloides Brongniart, 1822
- Род Neocomiceramus Pokhialainen, 1972
- Род Neoinoceramus Ihering, 1902
- Род Parainoceramus Voronetz, 1936
- Род Platyceramus Heinz, 1932
- Род Pseudomytiloides Koschelkina, 1963
- Род Retroceramus Koschelkina, 1958
- Род Spyridoceramus Cox, 1969
- Род Tethyoceramus Sornay, 1980
- Род Trochoceramus Heinz, 1932
- Род Volviceramus Stoliczka, 1871

## Практическое значение
Иноцерамиды важны для биостратиграфии, это руководящая группа ископаемых для верхнемеловых отложений, углубленным изучением которой занимался академик М. М. Алиев и его сотрудники.